# Индийский научный институт
Индийский научный институт (англ. Indian Institute of Science (IISc)) — индийское элитное высшее научно-исследовательское и учебное заведение в Бангалоре, в котором заняты преимущественно учёные, имеющие научную степень.

## Общие сведения
В Индийском научном институте заняты более 2 тысяч учёных, собирающих материал для своих докторских работ в 48 различных направлениях современной науки, а также уже защитившие докторские диссертации по тематике от аэрокосмических технологий и молекулярной биофизики и до современного менеджмента. IISc является лидером среди индийских академических учреждений по количеству научных публикаций и, согласно рейтингу института SJTU (КНР), в 2004 году заслужил звание лучшего университета Индии.
Индийский научный институт был основан в 1909 году, ещё в Британской Индии, по инициативе выдающегося индийского промышленника и мецената Джамшеджи Тата и при непосредственном участии английского нобелевского лауреата, профессора Уильяма Рамзая. Первым индийским его директором был лауреат нобелевской премии сэр Ч. В. Раман.

## Организация
Департаменты и отделения Индийского научного института подразделяются на 2 части — научную и инженерную. В научную группу входят следующие отделения:
- биологических наук
- химических наук
- математики и физических наук
- наук о Земле и естественных наук.

В инженерную группу входят отделения:
- исследований в области электричества
- исследований в области механики.

Кроме этого, в состав института входит Центр электронного дизайна и технологий, Центр по развитию образования, Центр спонсирования новых проектов, Центр научных и промышленных консультаций, мемориальная библиотека Дж. Тата, Национальный центр научной информации, Суперкомпьютерный центр развития и образования, Центр биоинформации, Центр обслуживания дигитальной информацией, Центральный архив.